# Adam Wilhelm Klein
Adam Wilhelm Klein (* 12. Mai 1922; † 12. Dezember 2015) war ein deutscher Versicherungskaufmann, Vorsitzender der Gothaer und Honorarprofessor der Technischen Hochschule Köln.

## Leben und Wirken
Klein stammte aus bescheidenen familiären Verhältnissen. Er trat 1938 eine Lehre bei der Gothaer an und war nach der Ausbildung weiterhin dort tätig. 1960 wurde er in den Vorstand berufen und 1970 dessen Vorsitzender, später Vorsitzender des Aufsichtsrates und schließlich 1997 dessen Ehrenvorsitzender. Darüber hinaus war er in den Vorständen und Aufsichtsräten der zur Gothaer-Gruppe gehörenden Versicherungsunternehmen und anderer Unternehmen vertreten, meist auch als Vorsitzender und später Ehrenvorsitzender.
Seit der Gründung der Fachhochschule Köln 1971 (später TH) war er ihr verbunden, auf seine Initiative entstand der Fachbereich Versicherungswesen, bei dem er als Lehrbeauftragter fungierte. 1982 ernannte ihn die Hochschule zum Honorarprofessor. 
Er war Mitgründer des Kuratoriums, Leiter des Fördervereins des Fachbereichs Versicherungswesen sowie des Fördervereins des Fachbereichs Restaurierung. Er unterstützte die Hochschule beim Aufbau eines Instituts für Management und Recht der Universität Nischni Nowgorod und engagierte sich auch dort in der Lehre und im Kuratorium, er bekam deshalb von ihr den Ehrendoktor verliehen.
1982 gründete er mit Unterstützung seiner Versicherungen die Adam Wilhelm Klein Stiftung, die Studierende mit zinslosen Darlehen – auch für Auslandsstudien – Preisen und die internationale Zusammenarbeit der Hochschule fördert.
Er engagierte sich im Kölner Karneval, hier besonders bei der Großen Kölner Karnevalsgesellschaft und deren Närrischem Consulat, wo er sich besonders um die Jugendarbeit verdient machte.

## Ehrungen
- 1982: Bundesverdienstkreuz 1. Klasse
- 1987: Großes Bundesverdienstkreuz
- Großes Bundesverdienstkreuz mit Stern
- 2012: Verdienstorden des Landes Nordrhein-Westfalen[2]